# قشلاق حاجی‌عوض
قشلاق حاجی‌عوض روستایی است که در استان اردبیل، شهرستان پارس‌آباد، بخش تازه‌کند، دهستان تازه‌کند قرار دارد.

## جمعیت
بر اساس سرشماری سال ۱۳۸۵ جمعیت این روستا ۱۰۷۲ نفر با ۲۰۸ خانوار بوده‌است.